# Flávio Paiva (jornalista)
Flávio Paiva (Independência, Ceará, 20 de março de 1959) é um jornalista, escritor e compositor brasileiro, colunista semanal do caderno Vida & Arte do jornal O POVO  e autor de livros nas áreas de cultura, cidadania, gestão compartilhada, mobilização social, memória e infância. Sua obra se destaca pela combinação de literatura e música, presente em livros e discos destinados a crianças, jovens e adultos.
Graduado em Comunicação Social (UFC, 1985), é especialista em Gestão da Comunicação nas Organizações (UFC, 2002). Foi repórter, redator e editor-adjunto no Segundo Caderno do jornal O Povo (1985/1987), editor e redator da coluna Apóstrofo e da tira de HQ Naftalinas (parceria com Válber Benevides), no jornal O Povo (1986/1988), articulista do caderno Vida & Arte, do jornal O Povo (1999/2003) e colunista semanal do jornal Diário do Nordeste (2005/2013). Flávio Paiva é Técnico em Turismo, pela Escola Técnica Federal do Ceará, atual IFCE (1976/1979), fez o Ensino Fundamental no Ginásio Sant'Anna (1970/1975) e nas Escolas Reunidas de Independência (1966/1969).

## Livros publicados
- 1982 – A face viva da ilusão (Paulo Peroba Produções Culturais do Nordeste)
- 1994 – Gestão Compartilhada – o Pacto do Ceará (Qualitymark Editora)
- 1995 – Retirantes na Apartação (Qualitymark Editora)
- 1997 – Guia de Praias Ceará (Edições Demócrito Rocha)
- 2001 – Como braços de equilibristas (Edições UFC)
- 2001 – Os 5 Elementos – a essência da gestão compartilhada (Qualitymark Editora)
- 2001 – Flor de Maravilha (Editora Plural de Cultura)
- 2003 – Mobilização social no Ceará (Edições Demócrito Rocha)
- 2004 – Flor de Maravilha (Cortez Editora)
- 2005 – Fortaleza – de dunas andantes a cidade banhada de sol (Cortez Editora)
- 2005 – Benedito Bacurau – o pássaro que não nasceu de um ovo (Cortez Editora)
- 2005 – Anel de Barbante (Omni Editora)
- 2006 – Titico achou um anzol (Secretaria de Educação do Estado do Ceará/SEDUC)
- 2007 – Titico achou um anzol (Cortez Editora)
- 2007 – A Festa do Saci (Cortez Editora)
- 2007 – De onde vêm as histórias infantis (Centro Cultural Adolfo Caminha)
- 2009 – Jangadeiro Pequenino (Edições Demócrito Rocha)
- 2009 – Eu era assim – Infância, Cultura e Consumismo (Cortez Editora)
- 2010 – A casa do meu melhor amigo (Cortez Editora)
- 2011 – Toinzinho e Socorro – uma intensa e fervorosa flor (Plural de Cultura)
- 2012 – Se você fosse um saci (Armazém da Cultura)
- 2013 – Brincadeiras de sol e mar (Armazém da Cultura)
- 2014 – Ciço na guerra dos rebeldes (Cortez Editora)
- 2014 – Chuteira Dourada (Armazém da Cultura)
- 2014 – Invocado – um jeito brasileiro de ser musical (Armazém da Cultura)
- 2017 – Bulbrax – sociomorfologia cultural de Fortaleza (Armazém da Cultura)
- 2017 – Afeto (Cortez Editora)
- 2019 – Código Aberto – autobiografia colaborativa (Cortez Editora)
- 2020 – Toque de Avançar. Destino: Independência (Armazém da Cultura)
- 2021 – Asfixia (Casa Bendita)
- 2022 – Que noite, Torito! (Telos Editora)
- 2022 – ¡Qué noche, Torito! (Telos Editora) - Trad. de Nathália Cardoso
- 2024 – Brincadeira de Cantar - Teatro Musical Infantil (Armazém da Cultura)

## Discografia de Autor

### Álbuns
- 1994 – Rolimã (Cameratti)
- 1997 – Terra do Nunca[7](Plural de Cultura)
- 1999 – Samba-le-lê (Plural de Cultura)
- 2001 – Bamba-la-lão (Plural de Cultura)
- 2004 – Flor de Maravilha (Plural de Cultura)
- 2004 – Missa Sanfonada (Plural de Cultura)
- 2005 – Benedito Bacurau: o pássaro que não nasceu de um ovo (Plural de Cultura)
- 2007 – A Festa do Saci (Plural de Cultura)
- 2010 – A casa do meu melhor amigo (Cortez Editora)
- 2012 – Se você fosse um saci (Plural de Cultura)
- 2014 – Invocado (Plural de Cultura)
- 2017 – Bulbrax (Plural de Cultura)
- 2017 – Afeto (Plural de Cultura)
- 2019 – Código Aberto (Plural de Cultura)
- 2022 –  (EP) Flávio Paiva por Mallu Viturino - Infantil (Casa de Vovó Dedé)
- 2022 –  (EP) Flávio Paiva por Clapt Bloom - Juvenil (Casa de Vovó Dedé)
- 2022 –  (EP) Flávio Paiva por Enzo Camurça - Adulto (Casa de Vovó Dedé)
- 2022 – Que noite, Torito! (Plural de Cultura)
- 2022 – ¡Qué noche, Torito! (Telos Editora) - Trad. de Nathália Cardoso
- 2023 – What a night, Torito! (Plural de Cultura) - Trad. de Wander Nunes Frota
- 2024 – Brincadeira de Cantar (Plural de Cultura)

### Singles
- 2010 – Sapacipi Pepereperepê (Plural de Cultura)
- 2015 – Por todos esses anos (Plural de Cultura)
- 2017 – Casa de Criança (Plural de Cultura)
- 2019 – Vela (Plural de Cultura)
- 2020 – Asfixia (Plural de Cultura)
- 2020 – Toque de Avançar (Plural de Cultura)
- 2022 – Fortaleza - de dunas andantes a cidade banhada de sol (Plural de Cultura)

### Audiolivros
- 2020 – Benedito Bacurau: o pássaro que não nasceu de um ovo (Plural de Cultura)
- 2021 – Sertania (Plural de Cultura / N A J A - Núcleo de Audiovisual do Jaguaribe)

## Ensaios
- 2002 – Os segredos do mar. In: Ceará de corpo e alma – um olhar contemporâneo sobre a Terra da Luz (Relume Dumará)
- 2003 – O papel político das ONGs. In: ONGs no Brasil – perfil de um mundo em mudança (Fundação Konrad Adenauer/Abong)
- 2006 – De jegue, jangada ou a jato: a Música Plural Brasileira em movimento. In: Rumos Brasil da Música: pensamentos e reflexões (Itaú Cultural)
- 2006 – Personagens e leitores nas ruas de Aracati. In: Era uma vez... mil e uma histórias (Secretaria de Cultura do Estado do Ceará/Secult)
- 2008 – Saciologia brasileira. In: Revista Releitura (Fundação Municipal de Cultura de Belo Horizonte)
- 2010 – SomZoom: música para fazer a festa. In: Na trilha do disco – relatos sobre a indústria fonográfica no Brasil (E-papers)
- 2010/2011 – A incorporação da Infância aos planos de sustentabilidade: Uma abordagem na perspectiva da Cidadania Empresarial. In: Guia Brasileiro de Produção Cultural (Edições SESC-SP).
- 2013 – Ceará da Música Plural In: Pérolas do Centauro (Solar)
- 2015 – Paulo Leminski – Na plenitude das margens. In: Rivista do Mino nº 163 (Editora Riso)
- 2016 – Consumismo na infância: um problema de cultura. In: Criança e Consumo - 10 anos de transformação (Instituto Alana)
- 2017 – SACIabilidade Imaginária. In: Criança e Consumo (Instituto Alana)
- 2020 – Petrúcio Maia – Canção Natural. In: Rivista do Mino nº 218 (Editora Riso)

## Coordenação e/ou organização
- 1992 – LP América – Olga Ribeiro (Independente)
- 1997 – CD Pão e Poesia – Olga Ribeiro (Plural de Cultura)
- 2003 – Livro Terra Feita de Gente – Uma História de Emancipação Social no Ceará – Ana Naddaf (Raiz e Antena)
- 2009 – Livro Parece que foi amanhã – as ideias que levaram ao futuro o empresário, patriarca e cidadão José Macêdo (Omni)
- 2014 – Livro Made in Ceará – Indústria e Cidadania na Integração Local-Global, de Roberto Macêdo (Edições Demócrito Rocha).

## Participação cidadã
Flávio Paiva participa desde 2009 de uma ação educativa e cultural voltada para a juventude de Independência, a cidade onde nasceu: o Prêmio Literário Flávio Paiva, realização do Espaço Cultural História Viva. Foi conselheiro do Projeto Criança e Consumo, do Instituto Alana; conselheiro do Centro de Estudos do Trabalho e de Assessoria ao Trabalhador – Cetra; membro efetivo do Grupo de Cultura e Identidade, do Planejamento Estratégico da Região Metropolitana de Fortaleza – Planefor; criador e coordenador do Fórum pelo Fortalecimento da Música Plural Brasileira; integrante do grupo de formulação e articulação do Pacto de Cooperação do Ceará; membro-fundador e consultor de Comunicação e Cultura do Instituto Equatorial de Cultura Contemporânea; e conselheiro eleito do Movimento Pró-Mudanças.

## Reconhecimento público
- 1984 – Diploma de Grande Colaborador da Cultura Cearense – Paulo Peroba Promoções Culturais do Nordeste.
- 2001 – Comenda do Dia da Cultura e da Ciência – Fundação de Cultura, Esporte e Turismo, Funcet/Prefeitura Municipal de Fortaleza.
- 2003 – Medalha Capistrano de Abreu, instituída por ocasião do sesquicentenário de nascimento do célebre historiador brasileiro, nascido no Ceará – Prefeitura Municipal de Maranguape.
- 2005 – Título de Cidadão de Fortaleza – Câmara Municipal de Fortaleza.
- 2007 – Comenda da Cultura Artística – Conservatório Alberto Nepomuceno
- 2009 – Troféu Vasco Prado – 13ª Jornada Nacional de Literatura de Passo Fundo
- 2010 - Troféu "Os 30 Cearenses Mais Influentes", da Revista Fale!, na categoria Artistas e Intelectuais[10]
- 2016 - Troféu da Música Independente, conferido pela Associação de Produtores Culturais do Ceará - Prodisc, por ocasião dos 15 anos da Feira da Música.[11]

## Premiações
- 1983 – Menção Honrosa – VI Prêmio Wladimir Herzog de Anistia e Direitos Humanos – Anistia Internacional/Sindicato dos Jornalistas de São Paulo (São Paulo-SP).
- 1985 – Prêmio CDL de Reportagem (Fortaleza-CE).
- 1986 – Prêmio Carlos Bastos Tigre de Reportagem – Associação Cearense de Imprensa/ACI
- 1986 – Prêmio Demócrito Rocha de Reportagem – Associação Cearense de Imprensa/ACI
- 1988 – Troféu Chapéu de Couro – Associação Brasileira de Escritores e Jornalistas de Turismo/Abrajet
- 1990 – Prêmio Odalves Lima de Reportagem – Associação Cearense de Imprensa/ACI